# Bisud
Els bisud o besud són una tribu d'origen mongol turquitzada, establerta a la regió de Kabul (on encara viuen avui dia). Estaven associats als karaunes però el 1368 els seus caps Ak Bugha i Pulad Besud es van oposar a Amir Husayn. El 1388, en la revolta de Muhammad Mireke, estesa als Boroldai, Junayd Borolday (nebot de Boroldai), el seu germà Baiazet Borolday i Ali Akbar es van revoltar amb els esquadrons que dirigien, uns tres mil homes. Derrotats per l'amir Jahan Xah Bahadur prop de Kunduz al Jihun, es van dirigir a Kabul on el governador local Abu Said Bisud, es va unir als revoltats. Un enemic de'Abu Said de Kabul, Ak Bugha, fou portat davant de Tamerlà just quan aquest s'acabava d'assabentar de la revolta d'Abu Said Bisud de Kabul; sabent que Ak Bugha era el seu enemic jurat, el va deixar en llibertat a canvi de dirigir la lluita contra el rebel; li va donar el comandament de la tribu Bisud que aleshores dirigia Abu Said Bisud; més tard li va enviar reforços des de Samarcanda dirigits per Ramadan Khoja, sempre per combatre a Abu Said. Jahan Shah va sortir de Kunduz i Khoja Yusuf de Balkh amb el mateix objectiu. Van passar el Hindu Kush i es van trobar amb els rebels Junayd Borolday i Abu Said Bisud a Laghman, van saquejar els seus llocs de pastura i el país en general i els van obligar a fugir cap al país de Sind. L'amir Ak Bugha va sortir amb tropes d'Herat per combatre els rebels fugitius i pel camí es va unir a les tropes de l'amir Seisel a Kandahar. Van atrapar a Junayd & Bayazit Borolday i Abu Said Bisud i els van derrotar però els tres caps rebels van poder fugir a Delhi. Ak Bugha va conservar el comandament dels Bisud, supeditat al governador regional Jahan Xah.